# 埤頭 (臺南市)
埤頭，是臺灣臺南市麻豆區的一個傳統地域名稱，位於該區中部偏西北地帶。相較於今日行政區，其範圍大致包括埤頭里不含東北端及東南端及東部邊界地帶偏中南段、北勢里西部邊界地帶中間一段。
本地區境內主要聚落為大埤頭、小埤頭，麻豆工業區的東半部位於本地區南部。

## 歷史
台灣日治初期，埤頭地區為一街庄，稱為「埤頭庄」（舊制街庄），隸屬於蔴荳堡。該庄昔日北邊西側一小段與港仔尾庄為鄰，北邊其餘部分及東邊北段與北勢藔庄為鄰，東邊南段與蔴荳庄為鄰，南邊為謝厝藔庄，西邊為蔴荳口庄、大山腳庄。
1901年（日治明治三十四年）11月11日，全台廢縣廳改設二十廳，該庄隸屬於鹽水港廳。1904年（明治三十七年）4月1日，該庄編入「子良廟區」，隸屬於鹽水港廳。1906年（明治三十九年）4月1日，鹽水港廳內管轄區域調整，該庄改隸屬於「佳里興區」。1909年（明治四十二年）10月25日，全台合併二十廳為十二廳，佳里興區改隸屬於臺南廳。1920年（大正九年）10月1日，全台地方制度大改正，廢十二廳改設五州二廳，該庄改制為「埤頭」大字，隸屬於臺南州曾文郡麻豆街（新制街庄）。
戰後麻豆街改制為麻豆鎮，隸屬於臺南縣，大字亦改制為里。1950年（民國三十九年）10月25日，雲、嘉、南分治，麻豆鎮仍隸屬於臺南縣。2010年（民國99年）12月25日，臺南縣、市合併為直轄臺南市，麻豆鎮改制為麻豆區。

## 聚落
本地區發展較早的聚落為大埤頭、小埤頭，在日治期初期的官方地圖上已有記載。

## 交通
國道1號又稱「中山高速公路」，是台灣西部兩條南縱向高速公路之一，經過本地區東部邊界地帶，並在南側的市道176號交會處設有麻豆交流道，由此進入可快速前往國道1號沿線各地。
市道171號是北門至烏山頭的道路，經過本地區大埤頭聚落。由該道路西行可前往學甲區、北門區，並止於區道南15線路口；東行可前往麻豆區麻豆市區、官田區的烏山頭地區，並止於市道165號路口。
市道176號是新山子寮至隆田的道路，經過本地區南部。由該道路西行可前往佳里區、七股區，並止於省道台76線七股交流道西側，東行經國道1號麻豆交流道可前往麻豆區麻豆市區、官田區，並止於隆田聚落的省道台1線路口。

## 公務機關
- 臺南市政府警察局麻豆分局埤頭派出所

## 醫院
- 麻豆新樓醫院（新樓醫療財團法人）

## 產業
- 麻豆工業區（東半部，其餘大部分位於麻豆口地區境內，小部分位於大山腳地區境內）